# 8987 Cavancuddy
8987 Cavancuddy este o planetă minoră (asteroid), cu un diametru de 3,308 km, din centura de asteroizi. A fost descoperită pe 7 noiembrie 1978 la Observatorul Palomar de Eleanor F. Helin. 
Obiectul prezintă o orbită caracterizată de o semiaxă mare de 2,6442773 UAi, o excentricitate de 0,09, o înclinație de 3,40995 ° în raport cu ecliptica.